# FC Liefering
Fussballclub Liefering w skrócie FC Liefering – austriacki klub piłkarski, grający w drugiej lidze austriackiej, mający siedzibę w mieście Grödig.

## Historia
Klub został założony 20 maja 1947 roku jako USK Anif. Od sezonu 2012/2013 klub funkcjonuje jako klub farmerski Red Bull Salzburg. W sezonie 2012/2013 wygrał rozgrywki Regionalligi-West i po raz pierwszy w swojej historii wywalczył awans do drugiej ligi austriackiej.

## Sukcesy
- Regionalliga-West:

mistrzostwo (1): 2012/2013
- Alpenliga:

mistrzostwo (1): 1978/1979 jako USK Anif
- Landesliga:

mistrzostwo (1): 1988/1989 jako USK Anif
- Salzburger Liga:

mistrzostwo (1): 1988/1989, 1992/1993, 2002/2003, 2006/2007 jako USK Anif

## Stadion
Domowe mecze klub rozgrywa na stadionie o nazwie Untersberg-Arena, położonym w mieście Grödig. Stadion może pomieścić 4638 widzów.

## Reprezentanci kraju grający w klubie
Stan na listopad 2019
| - René Aufhauser - Konrad Laimer - Stefan Lainer - Valentino Lazaro - Wolfgang Mair - Alexander Schlager - Xaver Schlager - Jodel Dossou - Smail Prevljak - Duje Ćaleta-Car - Lawrence Ati-Zigi - Raphael Dwamena - Gideon Mensah - Samuel Tetteh | - Isaac Vorsah - Taksiarchis Funtas - Hwang Hee-chan - Kim Jung-min - Mohamed Camara - Amadou Haïdara - Sékou Koïta - Diadie Samassékou - Yordy Reyna - Dimitri Oberlin - Dominik Szoboszlai - Patson Daka - Enock Mwepu |